# رادیو اسپرینگ‌باک
رادیو اسپرینگ‌باک (آفریکانس: Springbokradio؛ ‏ sprəŋbɔkˈrɑ:di.uə) یک شبکهٔ پخش رادیویی در آفریقای جنوبی بود که مابین سال‌های ۱۹۵۰ تا ۱۹۸۶ فعال بود.
در ۱ مه ۱۹۵۰، رادیو اسپرینگ‌باک که نخستین ایستگاه رادیویی تجاری در آفریقای جنوبی بود به روی آنتن رفت.: 728  برنامه‌های این رادیو که به دو زبان انگلیسی و آفریقایی بود از ژوهانسبورگ پخش می‌شد. درآمد این رادیو با پخش برنامه‌های متنوع تا پایان دههٔ ۱۹۵۰ به ۲۰۵٬۴۳۹ پوند آفریقای جنوبی و تا سال ۱۹۶۱ به بیش از ۱ میلیون پوند آفریقای جنوبی (۲ میلیون رند آفریقای جنوبی) و تا سال ۱۹۷۰ به ۶٫۵ میلیون رند آفریقای جنوبی رسید.: 728 
با افزایش تعداد شبکه‌های رادیویی رقیب، درآمد رادیو اسپرینگ‌باک کم‌کم افت کرد و تا سال ۱۹۸۵ به‌شدت کاهش یافت و تعداد شنوندگانش نیز چنان افت کرد که این شبکهٔ رادیویی در ۳۱ دسامبر ۱۹۸۵ منحل شد.